# Große Ochsenwand
Die Große Ochsenwand ist ein 2700 m hoher Berg in den Stubaier Alpen im österreichischen Bundesland Tirol. Der in den Kalkkögeln befindliche Berg ist bei Bergsteigern vor allem auf Grund des Schlicker Klettersteigs bekannt, der von der Schlickeralm über die Große Ochsenwand und die Kleine Ochsenwand zur Alpenklubscharte führt (circa 5,5 Stunden). Ein weiterer Zustieg erfolgt über die Adolf-Pichler-Hütte.
Südwestlich des Gipfels befindet sich die 2774 m hohe Riepenwand, nördlich die Kleine Ochsenwand (2553 m).

## Bilder

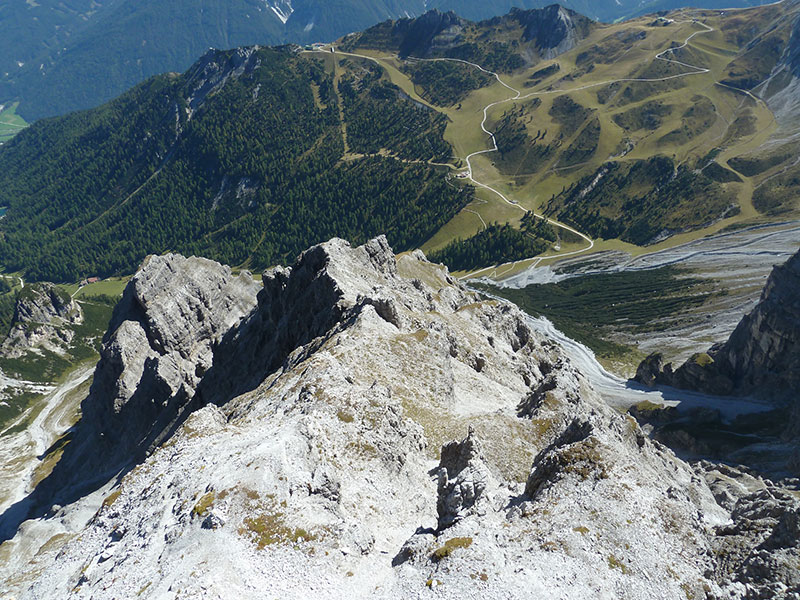
Blick von der Großen Ochsenwand Richtung Schlick
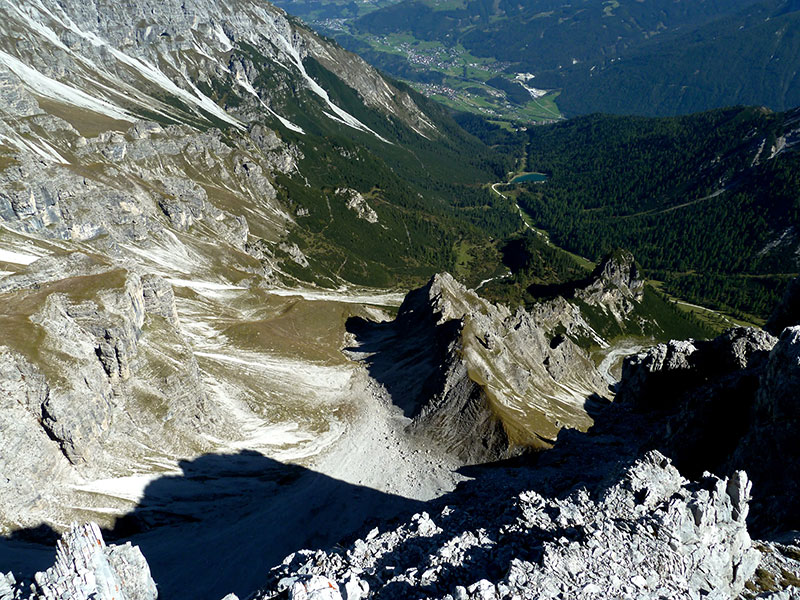
Foto vom Gipfel der Großen Ochsenwand